# 王力 (1922年)
王力（1922年8月11日—1996年10月21日），本名王光賓，男，江苏淮安人，中华人民共和国政治人物，活跃于文化大革命時期，後被認定是林彪、江青反革命集团成员之一。

## 生平
王力1935年10月加入中国社会主义青年团，1938年底，受中共委派去东北军第668团开展友军工作。1939年3月由谷牧介绍加入中国共产党。1940年，根据上级组织的决定撤出东北军。调往山东分局《大众日报》工作，由记者、编辑做到编辑部主任。1943年，任中共山东分局党刊《斗争生活》主编。在此期间，写过一本小说《晴天》，始用笔名“王力”。
解放战争时期，任山东分局驻渤海区土改工作总团团长兼党委书记、土改干部训练班主任、中共山东渤海区党委宣传部副部长、部长兼区党委委员。
1949年，调任中共华东局宣传部秘书长兼宣传处处长。1953年底，奉命援越，任越南劳动党的宣传文教顾问组组长。1955年10月，调回国内，任中共中央国际活动指导委员会副秘书长。1958年《红旗》杂志创刊，被任命为编委，后来又担任副总编辑。1963年，担任中共中央对外联络部副部长。
在中蘇分裂期間，王力曾經負責執筆《九評蘇共》中的八篇而受到毛泽东的賞識。从1964年起，开始列席中共中央政治局常委会议，並負責起草中央文件。
1966年，根据毛泽东的指示，陳伯達、王力在4月寫出了《五·一六通知》初稿，尔后几经修改。这个通知成為文化大革命的纲领性文件。

### 文化大革命
文化大革命开始后，中共中央决定王力为中央文化革命小组成员。1967年1月8日，王力被任命为中共中央宣传组组长（取代以前的中宣部等部门）。
在1967年解決武漢“七·二〇事件”時，王力表示「武漢有一支鋼鐵的無產階級革命派」，在两大群众组织中，公开支持“钢工总”，而開罪了另一组织「百萬雄师」，遭到“百萬雄师”的群眾和一部分干部、战士的围攻和毆打，打傷了腳踝，后被武汉军区救出，送回北京。同年7月25日，北京召開以江青、陳伯達等人為首的「歡迎謝富治、王力勝利歸來」的百萬人群众大会。
1967年8月7日，王力对外交部造反派发表讲话（八七讲话），煽动他们夺取外交部大权，支持揪斗外交部长陈毅，此后不久造反派冲击外交部，以外交部的名义对驻外机构发号施令，造成外交混乱。8月底，毛澤東批示“王力、關鋒、戚本禹是壞人，是小爬蟲，立刻抓起來”，王力作为替罪羊被突然打倒，宣布其“请假检讨”，实际上是隔离审查。1968年1月26日，被投入秦城监狱，囚禁14年，但从未被正式起诉。
1982年1月28日被釋放。1983年被開除黨籍，之後居住在北京，一直没有得到正式平反，1996年5月驗出有胰腺癌，1996年10月21日凌晨因癌症在北京腫瘤醫院去世。

## 著作
- 《〈修养〉的要害是背叛无产阶级专政》与关锋合写，1967年5月8日《人民日报》、《红旗》杂志一九六七年第六期（署名为《红旗》杂志编辑部、《人民日报》编辑部）

- 王力的回忆录《现场历史——文化大革命纪事》1993年，香港牛津大学出版社出版。
- 《王力反思录》2001年，由香港北星出版社出版。此书主体部分在他去世前基本编定。除少量篇幅是“文革”期间在秦城监狱所写外，大部分是从秦城监狱释放后在家所写。其中最重要的关于“文革”的部分，王力嘱附其家人死后方可发表。
- 文革风云丛书23《中央文革的一支笔——王力与文革》，收1966.6-1967.8的王力文稿84篇，存目6篇，2016年台湾西西弗斯文化出版公司。